# نیسوریا
نیسوریا (به ایتالیایی: Nissoria) یک کومونه در ایتالیا است که در استان انا واقع شده‌است.

## خصوصیات
نیسوریا ۶۱ کیلومترمربع مساحت و ۲٬۹۵۱ نفر جمعیت دارد و ۶۹۱ متر بالاتر از سطح دریا واقع شده‌است.